# Jiuquan Steel
Jiuquan Steel (ook JISCO, Jiusteel en Jiugang, Chinees: 酒泉钢铁) is een grote Chinese staal- en aluminiumgroep uit de noordwestelijke provincie Gansu. De groep staat in voor circa 80 procent van de staalproductie in deze provincie. Met een ruwijzerproductie van bijna 9 miljoen ton is het een van de grotere staalproducenten in de wereld.

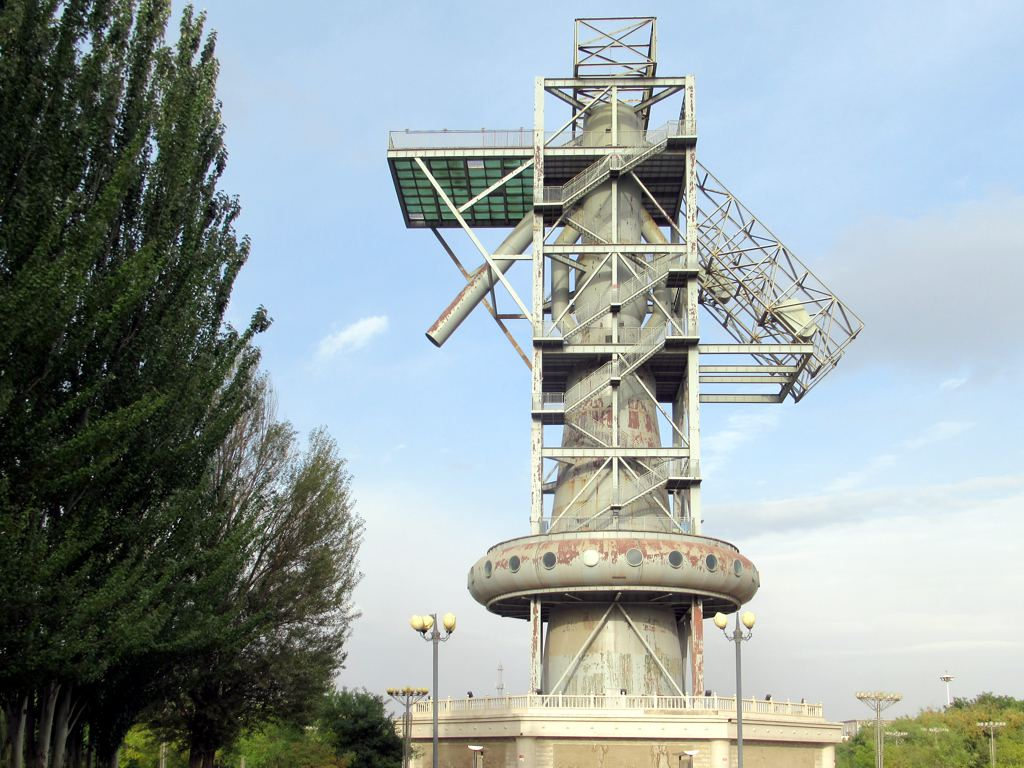
Een oude hoogoven opgesteld in de stad Jiayuguan, 2017.

## Activiteiten
Het voornaamste bedrijf van de groep is het beursgenoteerde Jiuquan Steel Hongxing met zijn eigen mijnen en drie geïntegreerde staalfabrieken. De hoogovens hebben een totale capaciteit ruwijzer van 11 miljoen ton op jaarbasis. Er worden rollen plaatstaal, staalplaten, staven en walsdraad gemaakt. Er worden ook rollen gegalvaniseerd en roestvast plaatstaal gemaakt. De roestvaststaalcapaciteit bedraagt zo'n 1,2 miljoen ton op jaarbasis.
Dongxing Aluminium is een grote aluminiumproducent met fabrieken in Jiayuguan, Dingxi, Tiancheng en Jamaica. Het produceert aluminiumoxide, rollen bandaluminium en gecoat aluminium en heeft een capaciteit van zo'n 3 miljoen ton per jaar. De staal- en aluminiumactiviteiten vertegenwoordigen zo'n 80 procent van de groepsomzet.
Western Heavy Industry is een machinefabrikant die onder meer installaties voor staalfabrieken, staalconstructies, kranen en windmolenmasten bouwt. Het heeft een eigen staalfabriek met vlamboogoven om onderdelen te gieten met een jaarcapaciteit van 50 duizend ton. Jiuquan Tiancheng Wind Power Equipment maakt onderdelen voor windmolens.
Hongfeng Industrial is actief in de landbouw, meststoffenproductie, voedingsmiddelenindustrie en heeft ook een supermarktketen. Qimu Dairy is een melkveebedrijf en zuivelfabriek. Zixuan Liquor Industry is een wijnbouwbedrijf uit Minqin, te midden van de droge zandgronden van de Gobiwoestijn.
Verder omvat de groep een energiebedrijf, logistiek bedrijf met eigen locomotieven en goederenwagons, ingenieursbureau, metaalbouwbedrijf, vastgoedpoot, financiële tak, hoger technisch opleidingsinstituut, ziekenhuis en verschillende hotels.

### Staalfabrieken
| bedrijf       | plaats    | producten                                              | ruwstaalcapaciteit |
| ------------- | --------- | ------------------------------------------------------ | ------------------ |
| Jiuquan Steel | Jiayuguan | plaatstaal, platen, staven, walsdraad, roestvast staal | 6 mt/jaar          |
| Yicheng Steel | Linfen    | betonwapening                                          | 1 mt/jaar          |
| Yuzhong Steel | Lanzhou   | betonwapening, walsdraad                               | 3,6 mt/jaar        |

## Geschiedenis
Jiuquan Steel Hongxing werd in 1958 opgericht in het kader van het Tweede Vijfjarenplan. In 1999 werd het samen met een spoorwegbedrijf, een energiebedrijf, een metaalproducent en een chemisch bedrijf ondergebracht in de Jiuquan Steel-groep, waarvan het een dochteronderneming werd. In december 2000 werd het staalbedrijf op de Beurs van Shanghai genoteerd.
In 2009 nam Jiuquan Steel het staalbedrijf Yuzhong Steel in Lanzhou over. De groep bouwde ook een groot belang op in aluminiumproducent Dongxing Aluminium, dat in 2012 een dochteronderneming werd. Ook stapte het bedrijf in de productie van roestvast staal.
In 2016 nam Jiuquan Steel de inactieve aluminiumproducent Alpart met bijhorende bauxietmijnen in Jamaica over van RUSAL.